# Sisu (isbrytare, 1938)
Sisu var en finländsk isbrytare som tjänstgjorde från 1939. Fartyget deltog även i det andra världskriget för den finländska marinen som tenderfartyg för ubåtarna.